# Гусев, Дмитрий Сергеевич (Герой Советского Союза)
Дми́трий Серге́евич Гу́сев (1915—1989) — старший лейтенант Советской Армии, участник Великой Отечественной войны, Герой Советского Союза (1945).

## Биография
Дмитрий Гусев родился 2 (15) февраля 1915 года в селе Тюковка (ныне — Борисоглебский городской округ Воронежской области) в крестьянской семье. Окончил пять классов школы, после чего работал электромонтёром. В декабре 1942 года Гусев был призван на службу в Рабоче-крестьянскую Красную Армию. С 1943 года — на фронтах Великой Отечественной войны. В 1944 году Гусев окончил курсы младших лейтенантов. К июлю 1944 года младший лейтенант Дмитрий Гусев командовал пулемётным взводом 629-го стрелкового полка 134-й стрелковой дивизии 69-й армии 1-го Белорусского фронта. Отличился во время освобождения Польши.
29 июля 1944 года взвод Гусева первым переправился через Вислу в районе населённого пункта Люцимя к юго-западу от польского города Пулава и принял активное участие в захвате, удержании и расширении плацдарма на её западном берегу. Только за один день взвод отразил 15 вражеских контратак, уничтожив 15 огневых точек и большое количество солдат и офицеров противника.
Указом Президиума Верховного Совета СССР от 24 марта 1945 года младший лейтенант Дмитрий Гусев был удостоен высокого звания Героя Советского Союза с вручением ордена Ленина и медали «Золотая Звезда».
В 1946 году в звании старшего лейтенанта Гусев был уволен в запас. Проживал в Волгограде, где скончался 2 июня 1989 года.
Был также награждён двумя орденами Красного Знамени, орденами Отечественной войны 1-й и 2-й степеней, а также рядом медалей.